# 扁平钳蛤
扁平钳蛤（学名：Isognomon ephippium），又名马鞍障泥蛤，是莺蛤目障泥蛤科钳蛤属的一种。主要分布于新加坡、马来西亚、韩国、中国大陆、台湾，常栖息在潮间带岩礁、潮间带低潮线，以足丝附着于岩石、珊瑚礁或贝壳上。